# Корчулански канал
Корчулански канал је морски канал у Јадранском мору.
Налази се између острва Шћедра и Хвара, који му чине границу са северне стране и острва Корчуле, по којем је и добио име, а која га ограничава с јужне стране.
На истоку нема праве природне границе, осим донекле делом полуострва Пељешца.
На истоку се овај канал „грана“ у две гране:
Даље се, на северној грани, овај канал наставља у Неретвански канал.
На јужној страни се овај канал грана у Пељешки канал.
За приближну границу северне гране можемо узети линију рт Ловиште на полуострву Пељешцу - увала Горњи Пелиновик на острву Хвару. 
За јужну неприродну границу се може узети линија рт Осичац на Пељешцу - Рачишће на Корчули.
На југозападу се излази на отворено море, а на западу се упловљава у Вишки канал. 
За приближну границу, јер праве природне границе нема, можемо узети црту острвце Произд - Милна, Хвар.